# Ibaraki (Osaka)
Ibaraki (茨木市 Ibaraki-shi?) es una ciudad que se encuentra en Osaka, en la zona central de la isla de Honshū, Japón. Es una ciudad suburbana de la Ciudad de Osaka y una parte del área metropolitana Kyoto-Osaka-Kobe. Literalmente "Ibaraki" significa "árboles silvestres" o árboles espinosos. La ciudad fue fundada el 1 de enero de 1948.
Según datos de 2012, la ciudad tiene una población estimada de 275.945 habitantes y una densidad de 3,600 personas por km². El área total es de 76.52 km².

## Transportes

### Tren
- West Japan Railway Company
  - JR Kyoto Line: Ibaraki
- Hankyu Railway
  - Hankyu Kyoto Line: Minami-Ibaraki - Ibaraki-shi - Sojiji
- Monorraíl de Osaka
  - Main Line: Unobe - Minami-Ibaraki - Sawaragi
  - Saito Line Handai-byoin-mae - Toyokawa - Saito-Nishi

### Carreteras
- Meishin Expressway
- Route 171

## Ciudades hermanas
- Minneapolis, Minnesota, Estados Unidos - El acuerdo de ciudad hermana concluyó en 1980
- Anqing, Anhui,  China - Acuerdo de Amistad firmado en la ciudad 1985
- Shodoshima, Kagawa, Japón - El acuerdo de ciudad hermana concluyó en 1988 (con la antigua ciudad de Uchinomi)